# Міліївська сільська рада
Мілі́ївська сільська́ ра́да — адміністративно-територіальна одиниця та орган місцевого самоврядування в Вижницькому районі Чернівецької області. Адміністративний центр — село Мілієве.

## Загальні відомості
- Населення ради: 2 868 осіб (станом на 2001 рік)

## Населені пункти
Сільській раді підпорядковані населені пункти:
- с. Мілієве
- с. Кибаки
- с. Середній Майдан

## Склад ради
Рада складається з 16 депутатів та голови.
- Голова ради: Гафюк Володимир Георгійович
- Секретар ради: Горюк Лілія Іванівна

### Керівний склад попередніх скликань
| Прізвище, ім'я, по батькові | Основні відомості                                                             | Дата обрання | Дата звільнення |
| --------------------------- | ----------------------------------------------------------------------------- | ------------ | --------------- |
| Олексюк Дмитро Олексійович  | Сільський голова, 1954 року народження                                        | 26.03.2006   | 31.10.2010      |
| Гафюк Володимир Георгійович | Сільський голова, 1971 року народження, освіта середня загальна, безпартійний | 31.10.2010   |                 |

Примітка: таблиця складена за даними сайту Верховної Ради України

### Депутати
За результатами місцевих виборів 2010 року депутатами ради стали:

#### За суб'єктами висування
| Суб'єкт висування                                       | Кількість обраних депутатів | %    |
| ------------------------------------------------------- | --------------------------- | ---- |
| Самовисування                                           | 12                          | 75   |
| Політична партія Всеукраїнське об'єднання «Батьківщина» | 3                           | 18,8 |
| Партія «Народна влада»                                  | 1                           | 6,3  |

#### За округами
| № округу                                                | Прізвище, ім'я, по батькові    | Дата визнання обраним | Освіта             | Партійна приналежність                        | Відомості про обраного депутата                          |
| ------------------------------------------------------- | ------------------------------ | --------------------- | ------------------ | --------------------------------------------- | -------------------------------------------------------- |
| Партія «Народна влада»                                  |                                |                       |                    |                                               |                                                          |
| 1                                                       | Горюк Лілія Іванівна           | 03.11.2010            | вища               | член Партії «Народна влада»                   | Міліївська сільська рада, секретар                       |
| Політична партія Всеукраїнське об'єднання «Батьківщина» |                                |                       |                    |                                               |                                                          |
| 2                                                       | Загул Мирослав Ярославович     | 03.11.2010            | вища               | член Всеукраїнського об'єднання «Батьківщина» | приватний підприємець                                    |
| 12                                                      | Головач Микола Васильович      | 03.11.2010            | середня            | член Всеукраїнського об'єднання «Батьківщина» | Калуська нафтогазорозвідувальна експедиція, зварювальник |
| 13                                                      | Ткач Василь Тодорович          | 03.11.2010            | середня            | член Всеукраїнського об'єднання «Батьківщина» | Сервіс «Буковина», охоронець                             |
| Самовисування                                           |                                |                       |                    |                                               |                                                          |
| 3                                                       | Гакман Степан Олексійович      | 14.11.2010            | середня спеціальна | позапартійний                                 | ФСК «Колос», інструктор по спорту                        |
| 4                                                       | Загул Тарас Семенович          | 14.11.2010            | середня спеціальна | позапартійний                                 | приватний підприємець                                    |
| 5                                                       | Корня Іван Петрович            | 03.11.2010            | вища               | позапартійний                                 | Берегометська лікарня, лікар-травматолог                 |
| 6                                                       | Ватрич Іван Юрійович           | 03.11.2010            | середня спеціальна | позапартійний                                 | тимчасово не працює                                      |
| 7                                                       | Герецун Юрій Іванович          | 03.11.2010            | середня спеціальна | позапартійний                                 | приватний підприємець                                    |
| 8                                                       | Кузик Марія Іванівна           | 03.11.2010            | вища               | позапартійна                                  | Вижницький пенсійний фонд                                |
| 9                                                       | Смук Микола Олексійович        | 03.11.2010            | середня спеціальна | позапартійний                                 | Міліївська сільська рада, землевпорядник                 |
| 10                                                      | Данилюк Юрій Юрійович          | 03.11.2010            | середня спеціальна | позапартійний                                 | приватний підприємець                                    |
| 11                                                      | Татарин Руслан Васильович      | 03.11.2010            | середня спеціальна | позапартійний                                 | приватний підприємець                                    |
| 14                                                      | Лоза Петро Михайлович          | 03.11.2010            | середня спеціальна | позапартійний                                 | приватний підприємець                                    |
| 15                                                      | Сенявський Петро Деонізійович  | 03.11.2010            | середня спеціальна | позапартійний                                 | Славське лісництво, робітник                             |
| 16                                                      | Калинчук Володимир Миколайович | 03.11.2010            | середня            | позапартійний                                 | приватний підприємець                                    |

## Населення
Згідно з переписом УРСР 1989 року чисельність наявного населення сільської ради становила 2829 осіб, з яких 1331 чоловік та 1498 жінок.
За переписом населення України 2001 року в сільській раді мешкала 2851 особа.

### Мова
Розподіл населення за рідною мовою за даними перепису 2001 року:
| Мова       | Відсоток |
| ---------- | -------- |
| українська | 99,48 %  |
| російська  | 0,42 %   |
| румунська  | 0,07 %   |